# Nostalgia (film, 2022)
Pour les articles homonymes, voir Nostalgia.
Pour plus de détails, voir Fiche technique et Distribution.
Nostalgia est un film dramatique italien écrit et réalisé par Mario Martone et sorti en 2022. Il est adapté du roman éponyme d’Ermmano Rea paru en 2016.
Le film est sélectionné en compétition officielle pour la Palme d'Or au 75e Festival de Cannes le 24 mai 2022,.
Le film débute alors qu'après 40 ans d'absence, Felice revient dans sa ville natale de Naples, dans le quartier Sanità, où vit encore sa mère.
Le mois suivant, le film remporte quatre prix Nastro d'Argento, pour le meilleur réalisateur, le meilleur acteur, le meilleur acteur dans un second rôle et le meilleur scénario.
Le 26 septembre 2022, il est proposé pour représenter l'Italie aux Oscars 2023 dans la section du meilleur film international. Cependant, il n'a pas fait partie de la sélection.

## Synopsis

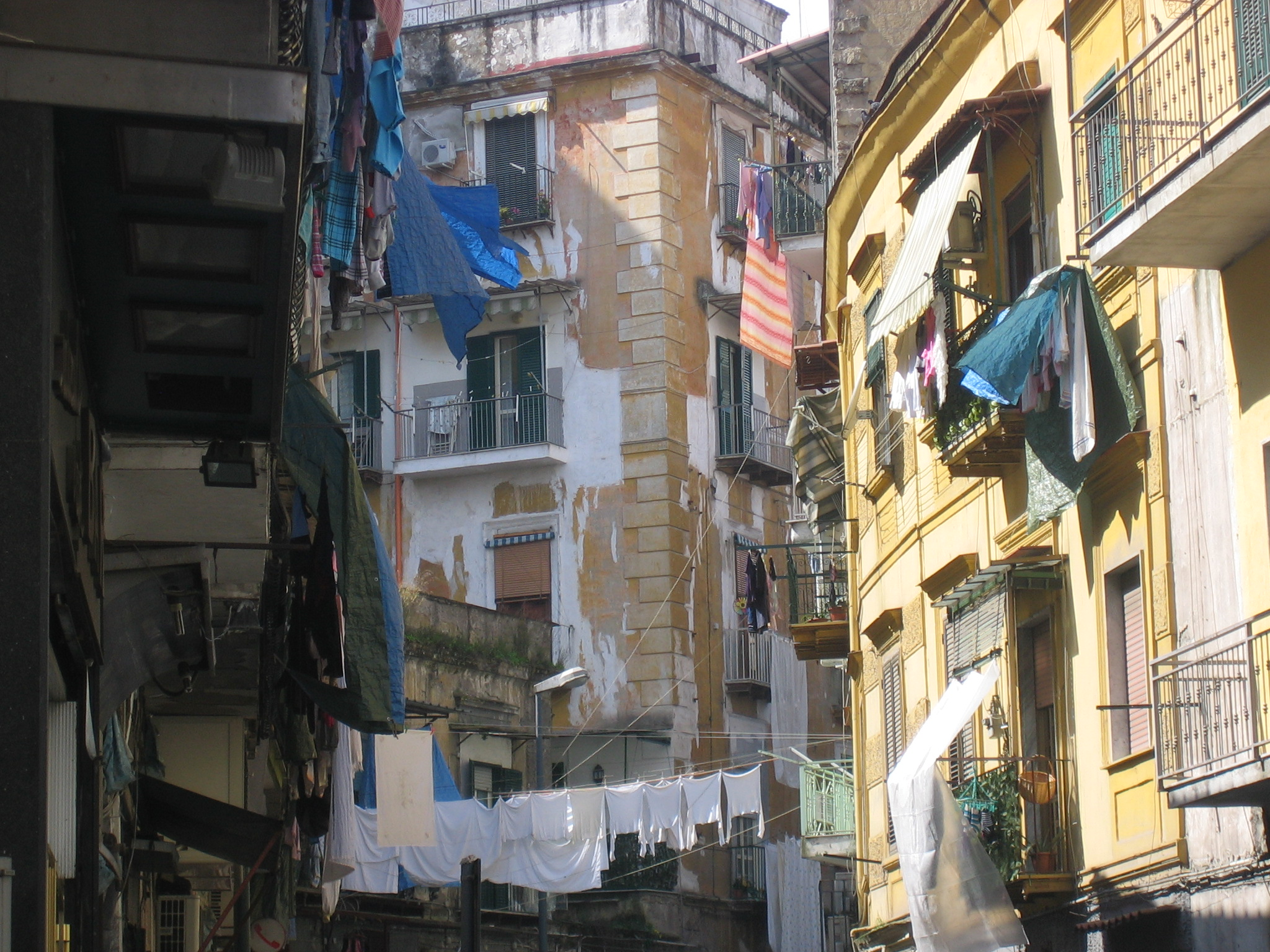
Le rione Sanità, à Stella.

Le film s’ouvre sur une citation de Pier Paolo Pasolini : 

« La connaissance est dans la nostalgie. Qui ne s’est pas perdu ne se connaît pas. »

Après quarante ans de vie entre le Liban, l'Afrique du Sud et l'Égypte, Felice Lasco retourne dans son lieu de naissance, le quartier Sanità de Naples, pour embrasser sa mère désormais âgée et aveugle, en prenant soin d'elle dans la dernière période de sa vie. Elle meurt, et Felice reste à Naples pour renouer les fils de son passé d'adolescent. Parmi ses souvenirs se distingue celui de son ami d'enfance Oreste Spasiano, que Felice aimerait revoir même lorsqu'il apprend qu'il est entre-temps devenu O'Mal'omm, le chef de Camorra le plus dangereux de la Sanità. Cela lui est révélé par Raffaele, un ancien soupirant de sa mère, qui lui conseille paternellement de retourner en Égypte, où l'attend sa femme.
Felice noue un lien de respect avec Don Luigi, le curé qui a célébré les funérailles de sa mère. Au cours d'une sorte de confession (pas de manière sacramentelle, puisqu'il n'est pas chrétien), il révèle au prêtre un secret : lors d'un vol commis avec Oreste il y a quarante ans, ce dernier avait tué le propriétaire d'une menuiserie. Don Luigi, personnellement impliqué contre la Camorra, réagit avec dédain lorsque Felice lui confie qu'il n'aurait pas peur de revoir son ami devenu chef mafieux, auquel il se sent toujours attaché. Le prêtre le chasse de l'église, mais le lendemain il l'appelle, lui demandant de dénoncer O'Mal'omm ou, à défaut, de quitter la ville, le considérant en danger. Mais Felice est déterminé à rester et souhaite rencontrer son ancien ami qui avait appris son retour à Naples.
Pendant ce temps, Don Luigi l'emmène dans les ruelles de Sanità et des souvenirs d'enfance refont surface avec un accent napolitain que Felice semblait au départ avoir oublié. Lors d'un dîner dans une famille liée à la Camorra, devant Don Luigi, Felice parle ouvertement de son ancienne amitié avec O'Mal'omm, laissant les convives sans voix. Il entre en contact avec l'un des hommes de main du chef et convient d'un rendez-vous pour le rencontrer. Il est emmené dans une cachette de la Sanità où son ami, plus âgé que lui, vit seul.
Dans une confrontation dramatique, Felice jure à Oreste qu'il n'a jamais révélé l'assassinat du charpentier ; mais son ami lui reproche de s'être enfui et de l'avoir abandonné sans jamais se montrer, choisissant une vie plus confortable que celle qu'offrent les bas-fonds de la Sanità ; il lui ordonne de quitter Naples au plus vite mais Felice réitère son intention de rester et propose à son ami une réconciliation définitive.
Don Luigi, furieux contre lui pour l'imprudence de rencontrer le chef, fait surveiller et protéger Felice qui a convaincu sa femme de le rejoindre à Naples. La veille de son arrivée, Felice rentre chez lui, enfin souriant, mais est approché par Oreste qui le tue de deux coups de couteau.

## Fiche technique
- Titre original :  Nostalgia
- Réalisation : Mario Martone
- Scénario : Mario Martone, Ippolita Di Majo, d'après le roman éponyme d'Ermanno Rea
- Photographie : Paolo Carnera
- Montage : Jacopo Quadri
- Musique :
- Costumes : Ursula Patzak
- Pays de production :  Italie
- Langue originale : italien
- Format : couleur
- Genre : drame
- Durée : 117 minutes
- Dates de sortie :
  - Italie : 25 mai 2022
  - France : 24 mai 2022 (festival de Cannes) ; 4 janvier 2023 (sortie nationale)

## Distribution
Sauf indication contraire, les informations mentionnées dans cette section peuvent être confirmées par la base de données cinématographiques IMDb,  présente dans la section « Liens externes ».
- Pierfrancesco Favino (VFB : Jean-Marc Delhausse) : Felice Lasco
  - Emanuele Palumbo : Felice jeune
- Aurora Quattrocchi (VFB : Carine Seront) : Teresa, la mère de Felice
  - Daniela Ioia : Teresa jeune
- Francesco Di Leva (VFB : Karim Barras) : Don Luigi Rega
- Sofia Essaïdi : Arlette, la femme de Felice
- Tommaso Ragno (VFB : Jean-Michel Vovk) : Oreste Spasiano
  - Artem : Oreste jeune
- Salvatore Striano : Gegè
- Nello Mascia (VFB : Guy Pion) : Raffaele
- Virginia Apicella (VFB : Marie Braam) : Adele
- Luciana Zazzera : la commère
- Giuseppe D'Ambrosio : Giuseppe

## Accueil

### Accueil critique
En France, le site Allociné propose une moyenne de 3,6⁄5, fondée sur 27 critiques de presse.

## Distinctions

### Récompense
- David di Donatello 2023 : Meilleur acteur dans un second rôle pour Francesco Di Leva

### Sélection
- Festival de Cannes 2022 : sélection officielle, en compétition